# Марія Марчанова
Ма́рчанова (Марча́нова) Марія (чеськ. Marie Marčanová) — чеська поетеса і перекладачка. Перекладала з російської мови, пізніше — з української.

## Біографія
1914 року закінчила навчання у Пльзні на вчительку. Була вчителькою початкових класів у школах Пльзня, з 1939 року працювала у Празі. Наприкінці 1930-х років відвідала Радянський Союз, познайомилася з рядом українських радянських поетів.
Почала друкуватися 1928 року. Переклала багато творів російських письменників О. Пушкіна, М. Лєрмонтова, М. Некрасова, О. Грибоєдова, С. Єсеніна, О. Блока, М. Тихонова, С. Маршака, В. Інбер та ін. З 1950-х років важливе місце в перекладах Марчанової займала українська поезія. Нею зроблено переклади окремих творів Т. Шевченка, І. Франка, Лесі Українки, В. Сосюри, А. Малишка, М. Бажана, П. Воронька, В. Коротича та інших. З творів Т. Шевченка нею перекладено поему «Катерина» (1939), «Заповіт», «Перебендя», «Мені тринадцятий минало», «Огні горять, музика грає», «Пророк» та інші.